# زیست‌انباشتگی افزایشی

در پدیدهٔ زیست‌انباشتگی افزایشی غلظت مواد سمی (نمایه‌های صلیب‌مانند در شکل) هر چه به نوک هرم زنجیره غذایی نزدیکتر می‌شود، بالاتر می‌رود.

زیست‌انباشتگی افزایشی به پدیده‌ای گفته می‌شود که در آن غلظت یک ماده مانند سمی شیمیایی انباشته‌شده در بافت موجودات زنده در سطوح بالاتر زنجیره غذایی بالاتر برود.
هر یک از موارد زیر می‌تواد علت این افزایش انباشتگی باشد:
- ماندگاری، پدیده‌ای که در آن ماده نمی‌تواند توسط فرایندهای زیست محیطی شکسته شود.
- پویایی زنجیره غذایی که باعث می‌شود غلظت ماده به تدریج با رفتن به سطوح بالاتر زنجیرهٔ غذایی افزایش یابد.
- روند کند یا ایستای ازهم‌پاشیدگی و دفع ماده که بیشتر به دلیل نامحلول بودن ماده در آب است.

زیست‌انباشتگی افزایشی اغلب اشاره به روندی است که در آن برخی از مواد مانند آفتکش‌ها و فلزات سنگین به سطوح بالاتر زنجیرهٔ غذایی جابجا می‌شوند. آغاز این روند از راهیابی این مواد به رودخانه‌ها یا دریاچه‌ها می‌باشد که در پی آن آبزیانی مانند ماهی‌ها آنها را در بدن خود انباشته می‌کنند. این آبزیان به نوبهٔ خود توسط جانداران شکارچی و انسان خورده می‌شوند. مواد انباشته‌شده در بافت‌ها یا اندام‌های آبزیان اینک با سرعت و روند تندتری توسط جاندار مصرف‌کننده در سطح بالاتر زنجیرهٔ غذایی انباشته می‌شود.